# DFL Deutsche Fußball Liga
DFL Deutsche Fußball Liga e. V. (früher: Ligaverband) ist der Zusammenschluss der in den Männer-Fußballligen Bundesliga und 2. Bundesliga vertretenen deutschen Vereine und Kapitalgesellschaften in Form eines Vereins, der deren eigenständige Interessenvertretung vor allem gegenüber dem Deutschen Fußball-Bund (DFB) darstellt, in diesem aber auch Mitglied ist und einen Vizepräsidenten stellt. Bis zum 23. August 2016 hieß der Verein noch Die Liga – Fußballverband e. V., – zur besseren Aussprache üblicherweise als Ligaverband bezeichnet. Im Laufe der Jahre dominierte jedoch die Bezeichnung der Tochterfirma DFL, die schließlich auch hierfür übernommen wurde.
Seit dem 1. Juli 2001 organisiert und vermarktet die DFL Deutsche Fußball Liga GmbH (kurz DFL) als hundertprozentige Tochter des DFL-Vereins (ehemals Ligaverband) die Bundesliga und die 2. Bundesliga der Herren sowie seit 2012 die Virtual Bundesliga (VBL) als E-Sport-Liga.

## Rechtliches
Der Interessensverein und ehemalige Ligaverband ist seit 2001 ordentliches Mitglied des DFB. Die Beziehungen zwischen DFB und Ligaverband sowie dessen gemeinsame Geschäftstätigkeit mit dem Tochterunternehmen DFL wurde in folgenden Rechtsdokumenten geregelt:
- Satzung des DFB
- Grundlagenvertrag zwischen DFB und DFL e. V. (früher Grundlagenvertrag zwischen DFB und Ligaverband)
- Satzung des DFL e. V. (früher Satzung des Ligaverbands)

### Grundlagenvertrag
Da DFB und DFL die Wettbewerbe der Bundesliga gemeinsam veranstalten, gilt seit Beginn der Saison 2004/2005 ein Grundlagenvertrag, der die Rechte und Pflichten beider Parteien bestimmt. Insbesondere gewährt er dem DFL e. V. das Recht, die dem DFB gehörenden Vereinseinrichtungen Bundesliga und 2. Bundesliga zu organisieren. Darüber hinaus spricht er dem Verein die vollständigen Vermarktungsrechte an den Bundesligen zu. Nicht im Grundlagenvertrag geregelt sind die Wettbewerbe, die von der DFL autonom ausgerichtet werden können (wie der vormalige DFL-Ligapokal und das vormalige Hallenmaster-Turnier).
Darüber hinaus beinhaltet der Grundlagenvertrag konkrete Festlegungen zu Anstoßzeiten und Übertragung der Zusammenfassungen im Free-TV. Der Grundlagenvertrag konnte sowohl vom DFB als auch dem Ligaverband erstmals 2012 gekündigt werden und verlängert sich ansonsten um drei Jahre. 2013 und 2017 wurden jeweils neue Fassungen des Vertrags verabschiedet, wobei der ehemalige DFB-Präsident Theo Zwanziger 2017 harsche Kritik an der sehr niedrigen Deckelung der Pachtbeteiligung des DFB und des Amateurfußballs an den Fernseh- und Ticket-Erlösen der Vereine der DFL übte, eine Maßnahme, die 2009 als zeitweilige Unterstützung in einer unsicheren Lage gedacht gewesen sei. Dennoch stimmte der DFB-Bundestag nach 2016 auch 2017 noch einmal einstimmig dem Vertrag zu, der bis 2023 galt. Im Juni 2023 einigten sich DFB und DFL auf einen neuen Grundlagenvertrag mit Laufzeit bis zum 30. Juni 2029.
Außerdem gibt es die 2008 gegründete DFL Stiftung, die sich unter dem Motto „Chancen schaffen“ als Dach der sozialen Aktivitäten der Profiklubs versteht.

## Deutsche Fußball Liga GmbH
Der Ligaverband hat unmittelbar zu Beginn sein gesamtes operatives Geschäft an seine hundertprozentige Tochter DFL Deutsche Fußball Liga GmbH (DFL) abgetreten.
Die DFL wurde am 18. Dezember 2000 als eigenständige GmbH gegründet. Seitdem ist der einzige Gesellschafter der DFL der Verein DFL e. V. (ehemals Ligaverband), der das Stammkapital in Höhe von 1 Million Euro erbracht hat.

### Aufgaben
Die DFL selbst unterteilt ihr operatives Geschäft in die Bereiche Spielbetrieb, Lizenzierung und Vermarktung. Zum Geschäftsbereich „Spielbetrieb“ gehören insbesondere die Leitung des Spielbetriebs der Lizenzligen und die Durchführung der weiteren Wettbewerbe des DFL-Vereins.
Der Geschäftsbereich „Vermarktung“ umfasst die Vergabe der Übertragungsrechte für die Lizenzligen in Fernsehen, Hörfunk und Internet. Der dritte Geschäftsbereich („Lizenzierung“) besteht in einer Umsetzung und Weiterentwicklung des früheren DFB-Lizenzierungsverfahrens. Die DFL wendet das Verfahren für die Klubs der Bundesliga und der 2. Bundesliga an. Dabei überprüft die Liga mittels des von den DFL-Mitgliedern gewählten Lizenzierungsausschusses, inwiefern die einzelnen Klubs die Anforderungen zur Teilnahme an einem Profi-Fußball-Wettbewerb erfüllen. Zum Anforderungskatalog gehören sportliche, finanzielle, rechtliche, infrastrukturelle, personelle, administrative, medientechnische und sicherheitstechnische Kriterien. Größte Bedeutung hat dabei das finanzielle Kriterium der Liquidität; dadurch soll sichergestellt sein, dass alle Klubs der jeweiligen Liga über eine bis zum Saisonende ausreichende Liquidität verfügen, um den Spielbetrieb solange aufrechterhalten zu können.
Mit 23 weiteren nationalen Profiliga-Verbänden ist die DFL Gründungsmitglied des im Februar 2016 in Zürich gegründeten World Leagues Forum, dessen Ziel es unter anderem ist, die Interessen der Profiligen zentral zu bündeln und deren gemeinsame Ansichten vor dem Weltverband FIFA sowie weiteren Institutionen aus Sport und Politik zu vertreten.

### Tochterfirmen
Zur DFL GmbH gehören fünf Tochterunternehmen:
- Sportcast GmbH[12] (TV-Produktion, Kontribution und Distribution)
  - HD Sat Communication GmbH
  - Livecast TV Produktion GmbH
  - Sportec Solutions GmbH
- DFL Digital Sports GmbH
- Bundesliga International
- Sportec Solutions GmbH (Erhebung, Speicherung und Auslieferung von Spieldaten der DFL)
- Liga Travel GmbH (Abwicklung von Mannschafts-, Sponsoren-, Presse und Fanreisen)

## Organe
Bis zum Jahr 2019 hatte der DFL Deutsche Fußball Liga e. V. einen Präsidenten, der zugleich dem Aufsichtsrat der DFL Deutsche Fußball Liga GmbH vorstand und dem Präsidium und Vorstand des DFB angehörte, um dort neben den Amateurvertretern die Interessen des Profifußballs zu vertreten. Erster Präsident des Ligaverbandes war bis zu seinem Tod im Januar 2007 Werner Hackmann aus dem Vorstand des HSV. Anschließend hatte Wolfgang Holzhäuser von Bayer 04 Leverkusen das Amt kommissarisch bis August 2007 inne. Dann wurde Reinhard Rauball von Borussia Dortmund zum Präsidenten des Ligaverbands (der sich in seiner Amtszeit umbenannte) gewählt und übte das Amt zwölf Jahre bis August 2019 als letzter DFL-Präsident aus. An seine Stelle war infolge einer Organisationsreform, die auf seinen Abschied hin umgesetzt wurde, der Geschäftsführer der DFL GmbH Christian Seifert als Sprecher des Präsidiums des DFL e. V. getreten, der den Profifußball nun auch als Vizepräsident im DFB vertrat. Die Rolle des Aufsichtsratsvorsitzenden übernimmt nun der stellvertretende Präsidiumssprecher und bisherige Vizepräsident Peter Peters als ranghöchster Vereinsvertreter nach Seifert. Rauball wurde wie zuvor auch Werner Hackmann von der DFL-Generalversammlung zum Ehrenpräsidenten der DFL gewählt. Vom 1. Januar 2022 bis zu ihrer vorzeitigen Ablösung am 7. Dezember 2022 übernahm Donata Hopfen den Vorsitz der Geschäftsführung der DFL GmbH und wurde satzungsgemäß auch Sprecherin des Präsidiums des DFL e. V. Am 8. Dezember gab die DFL bekannt, dass Axel Hellmann (Vorstand Eintracht Frankfurt) und Oliver Leki (Vorstand SC Freiburg) bis zum 30. Juni 2023 interimsmäßig gemeinsam zu Geschäftsführern bestellt wurden.

### Verein
Organe des DFL e. V. sind das Präsidium, die Mitgliederversammlung und der Lizenzierungsausschuss.
| Name                | seit | Funktion         |
| ------------------- | ---- | ---------------- |
| Hans-Joachim Watzke | 2021 | Sprecher         |
| Oliver Leki         | 2019 | 1. stv Sprecher  |
| Steffen Schneekloth | 2018 | 2. stv. Sprecher |
| Michael Diederich   | 2024 | Mitglied         |
| Oke Göttlich        | 2019 | Mitglied         |
| Axel Hellmann       | 2022 | Mitglied         |
| Holger Schwiewagner | 2022 | Mitglied         |
| Marc Lenz           | 2023 | Mitglied         |
| Steffen Merkel      | 2023 | Mitglied         |

| Zeitraum             | Name                |
| -------------------- | ------------------- |
| 2001–2007            | Werner Hackmann     |
| 2007 (kommissarisch) | Wolfgang Holzhäuser |
| 2007–2019            | Reinhard Rauball    |
| 2019–2021            | Christian Seifert   |
| 2022                 | Donata Hopfen       |
| seit 2022            | Hans-Joachim Watzke |

### DFL GmbH
Organe der DFL GmbH sind die Geschäftsführer, die Geschäftsleitung, der Aufsichtsrat und die Gesellschafterversammlung.

#### Geschäftsleitung
| Name             | seit | Funktion                               |
| ---------------- | ---- | -------------------------------------- |
| Geschäftsführung |      |                                        |
| Marc Lenz        | 2023 | Geschäftsführer                        |
| Steffen Merkel   | 2023 | Direktor Audiovisuelle Rechte          |
| Geschäftsleitung |      |                                        |
| Jörg Degenhart   | 2010 | Direktor Finanzen, IT und Organisation |
| Jürgen Paepke    | 2015 | Direktor Recht                         |
| Ansgar Schwenken | 2015 | Direktor Spielbetrieb und Fans         |

#### Aufsichtsrat
| Name                | seit | Funktion          |
| ------------------- | ---- | ----------------- |
| Hans-Joachim Watzke | 2022 | Vorsitzender      |
| Oliver Leki         | 2019 | stv. Vorsitzender |
| Rüdiger Fritsch     | 2022 | Mitglied          |
| Ralf Huschen        | 2022 | Mitglied          |
| Stephan Schippers   | 2010 | Mitglied          |

## Auszeichnungen
Der Ehrenpreis der DFL (ursprünglich Ehrenpreis der Bundesliga) stellt seit 2007 eine Anerkennung für besondere und herausragende Leistungen rund um den deutschen Profifußball dar. Bisherige Preisträger (Stand 2019): Uwe Seeler, Jupp Heynckes, Ottmar Hitzfeld, Udo Lattek, Horst Hrubesch, Karl-Heinz Körbel, Heribert Bruchhagen, Fritz Pleitgen, Karl-Heinz Heimann (posthum), Lothar Matthäus, Claudio Pizarro, Otto Rehhagel, Wolfgang Overath.
Der Bundesliga Rookie Award ist eine Auszeichnung, mit der die DFL seit der Saison 2016/17 monatlich den besten jungen Bundesliga-Spieler kürt.
Der Bundesliga-Spieler des Monats (POTM) ist eine offizielle Auszeichnung der Bundesliga, die von der DFL in Kooperation mit dem nordamerikanischen Videospielentwickler und -publisher EA Sports vergeben wird. Der Preis wurde erstmals für den September 2018 vergeben.

## Investoreneinstieg
Im Dezember 2023 beschloss die DFL in einer geheimen Abstimmung mit der erforderlichen Zweidrittel-Mehrheit (24 von 36 Vertretern der Vereine stimmten dafür) eine Investoren-Beteiligung mit 900 Millionen bis 1 Milliarde Euro für 20 Jahre. Von ursprünglich vier Interessenten aus dem Private-Equity-Bereich (Advent, Blackstone, CVC und EQT) verblieb nach mehreren Rückzügen nur noch CVC. Für die Dauer der Beteiligung sollte der Investor an den Einnahmen der DFL aus Medienrechten beteiligt werden. Die hierfür erhaltene Summe sollte (neben einer teilweisen Kompensation der Vereine für die geringeren Medienerlöse in den ersten Jahren der Beteiligung) unter anderem zum Voranbringen der Digitalisierung und zur Vermarktung im Ausland verwendet werden.
Der geplante Investoreneinstieg sorgte für massiven und anhaltenden Protest bei Fangruppierungen, der sich im Werfen von Gegenständen wie Schokotalern und Tennisbällen auf das Spielfeld äußerte und teils zu längeren Unterbrechungen der Spiele führte. Im Mittelpunkt der Kritik stand der Vorwurf, dass die exakte Zweidrittelmehrheit bei der geheimen Abstimmung dadurch entstanden sei, dass Martin Kind von Hannover 96 entgegen der Weisung seines eigenen Vereins abgestimmt habe, was einen Verstoß gegen die 50+1-Regel darstelle. Die DFL habe, so der Vorwurf des Vereins Hannover 96, im Vorfeld der Abstimmung von Kinds beabsichtigtem Weisungsverstoß gewusst und die Abstimmungsmodalitäten vorsätzlich so gestaltet, dass dieser nicht öffentlich bekannt würde. Die DFL wies diese Vorwürfe zurück. Mehrere Vereine, darunter Hannover 96, forderten eine erneute Abstimmung.
Am 21. Februar 2024 gab das Präsidium bekannt, dass die Pläne nach massiven Fanprotesten nicht weiter verfolgt würden.

## Kritik
Im Januar 2018 gab die DFL eine offizielle Partnerschaft mit dem maltesischen Wettanbieter Tipico bekannt. Dies wurde von der Antikorruptionsorganisation Transparency International Deutschland kritisiert. Sowohl DFL als auch DFB engagierten sich nicht ausreichend gegen Spielsucht und wettbezogene Korruption. Transparency International forderte unter anderem ein Wettverbot für aktive Spieler sowie mehr Engagement in der Präventionsarbeit gegen Spielmanipulationen. Ebenso wurde die Partnerschaft angesichts der unklaren Rechtslage des Glücksspiels in Deutschland grundsätzlich kritisiert.
Auch organisierte Fangruppierungen wie die Ultras verschiedener Vereine der 1. und 2. Bundesliga üben regelmäßig Kritik an der DFL. Inhaltlich geht es unter anderem gegen häufig als fanunfreundlich empfundene, nicht traditionelle Anstoßzeiten oder gegen die zunehmende Vermarktung des professionellen Fußballs. Außerdem wird an der DFL kritisiert, dass sie die Interessen der übertragungsrechteinnehabenden Fernsehstationen über die Interessen der hiesigen Fußballfans stelle. Bei den Protestaktionen organisierter Fans wurden und werden stellenweise DFL und DFB inhaltlich gleichgesetzt oder verwechselt.